# Sąd Konstytucyjny (Włochy)
Sąd Konstytucyjny Republiki Włoskiej (wł. Corte costituzionale della Repubblica italiana) – sąd konstytucyjny Republiki Włoskiej. 
Sąd Konstytucyjny orzeka w sprawach:
- zgodności aktów normatywnych wydawanych przez Państwo i regiony z Konstytucją,
- sporów kompetencyjnych między organami Państwa, organami Państwa i regionami oraz regionami,
- oskarżenia Prezydenta Republiki o naruszenie Konstytucji lub zdradę stanu (tzw. impeachment).

## Skład sędziowski

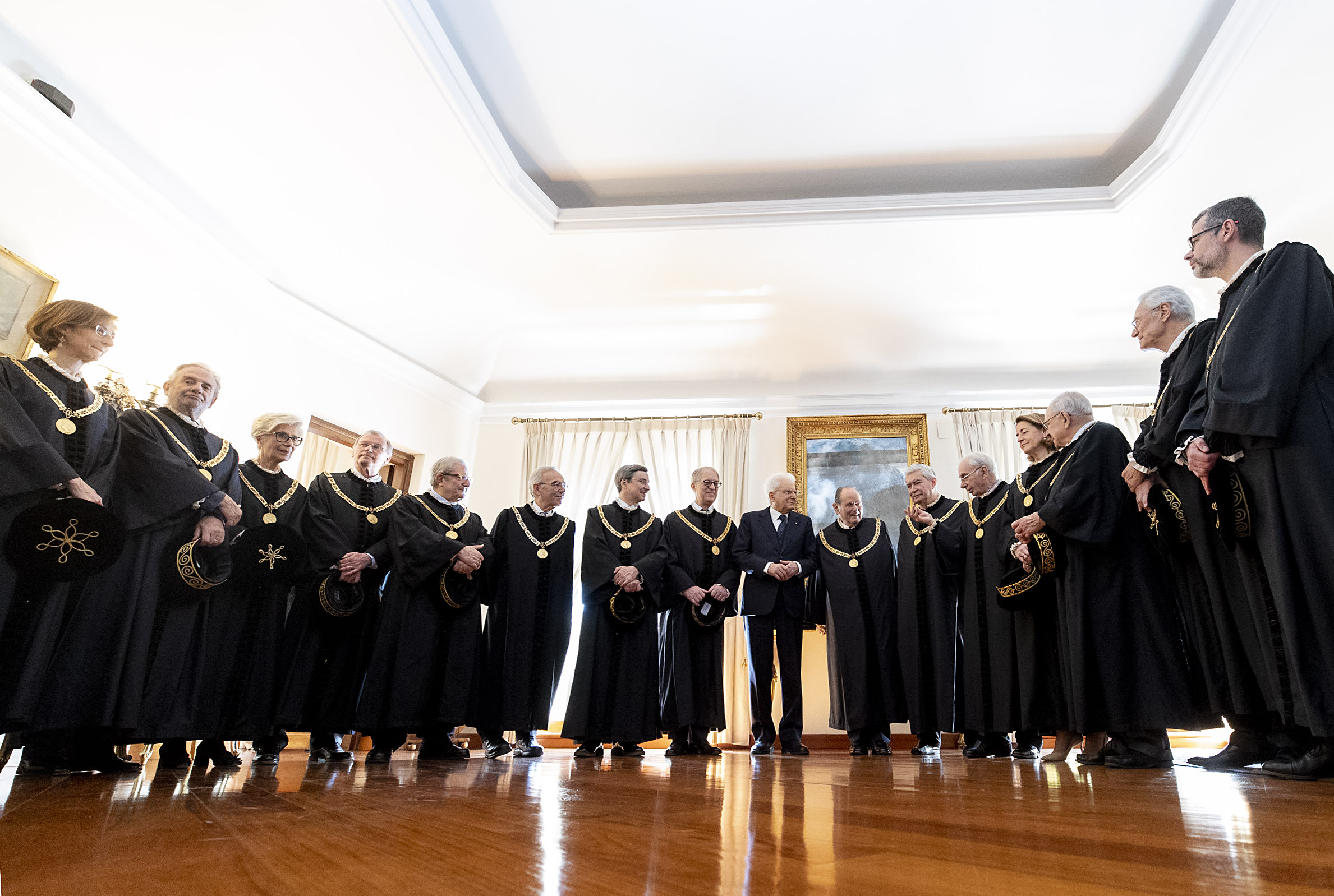
Sędziowie Sądu Konstytucyjnego

Sąd składa się z 15 sędziów z nominacji: 1/3 Prezydenta, 1/3 Parlamentu (wybiera na posiedzeniu połączonych izb) i 1/3 najwyższych sądów powszechnych i administracyjnych. Sędziami Sądu Konstytucyjnego mogą zostać sędziowie zawodowi (także w stanie spoczynku) z najwyższych sądów powszechnych i administracyjnych, profesorowie zwyczajni prawa (it. professori ordinari) oraz adwokaci z co najmniej dwudziestoletnią praktyką. Sędziowie powoływani są na 9-letnią kadencję i nie mogą zostać ponownie wybrani.

## Prezes Sądu Konstytucyjnego
Sędziowie wybierają spośród siebie Prezesa Sądu Konstytucyjnego na 3-letnią kadencję. Po jej skończeniu mogą wybrać go ponownie.
Obecnie Prezesem Sądu Konstytucyjnego jest Augusto Barbera.

## Literatura
- red. Zbigniew Witkowski; Konstytucja Włoch. Biblioteka Sejmowa.; Wydawnictwo Sejmowe 2004, ISBN 83-7059-684-3